# Szongbuk-ku
Szongbuk-ku (hangul: 성북구, handzsa:  城北區, RR: Seongbuk-gu) Szöul 25 kerületének egyike.

## Tongok(Dongok)
- Anam-tong (Anam-dong) (안암동, 安岩洞)
- Csangü-tong (Jangwi-dong) (장위동, 長位洞)
- Csongam-tong (Jongam-dong) (종암동, 鍾岩洞)
- Csongnung-tong (Jeongneung-dong) (정릉동, 貞陵洞)
- Kirum-tong (Gireum-dong) (길음동, 吉音洞)
- Pomun-tong (Bomun-dong) (보문동, 普門洞)
- Szamszon-tong (Samseon-dong) (삼선동, 三仙洞)
- Szangvolgok-tong (Sangwolgok-dong) (상월곡동, 上月谷洞)
- Szokkvan-tong (Seokgwan-dong) (석관동, 石串洞)
- Szongbuk-tong (Seongbuk-dong) (성북동, 城北洞)
- Tonam-tong (Donam-dong) (돈암동, 敦岩洞)
- Tongszomun-tong (Dongsomun-dong) (동소문동, 東小門洞)
- Tongszon-tong (Dongseon-dong) (동선동, 東仙洞)
- Volgok-tong (Wolgok-dong) (월곡동, 月谷洞)